# Прощальная гастроль «Артиста»
«Прощальная гастроль „Артиста“» — советский широкоформатный кинофильм 1979 года.

## Сюжет
Милиция пытается выйти на след матёрого бандита по кличке «Соболь» (Вадим Спиридонов). При очередном ограблении Соболь убивает милиционера. Милиции удаётся взять его сообщника — вора-рецидивиста Вячеслава Скукина по кличке «Артист» (Сергей Пижель). Артист не выдаёт сообщника и отправляется в тюрьму. Там он знакомится с Валетом (Леонид Юхин) — старым вором, который вводит его в курс нового дела: на одну из строек два раза в месяц рабочим возят зарплату, при этом меньше миллиона рублей не бывает. Для «работы» нужны двое. Всё, что нужно сделать — это сесть за руль самосвала и на безлюдной дороге от сберкассы до стройки спровоцировать аварию с автомобилем инкассаторов. Валета там дожидается свой человек, но старик попался на другом, да и силы уже не те. Валет организовывает Артисту побег из тюрьмы, а тот за это обещает старику долю. 
Артист прибывает на место и знакомится с человеком Валета — заведующим гаражом по кличке «Шплинт» (Юрий Потёмкин). Он должен посадить «Артиста» за руль инкассаторского ГАЗика, а сам сесть за руль самосвала в назначенный день. Но как назло у Шплинта сломана рука, а водитель самосвала для дела нужен срочно. Артист присматривается к молодому водителю «с характером» Алексею (Николай Шушарин). Для этого он сводит его со своей любовницей — парикмахером Катей (Елена Зеленова), а потом вводит в курс дела. Тот не раздумывая соглашается. Вскоре прибывает и сам Соболь, которому уже успел всё рассказать Артист. Но бандитам невдомёк, что всё это хитрый план сотрудников милиции по поимке Соболя.

## В ролях
- Елена Зеленова — Катя, подруга «Артиста»
- Николай Шушарин — Алексей, «Длинный», лейтенант милиции, внедрённый в банду как молодой водитель
- Сергей Пижель — Вячеслав Скукин, «Артист», вор-рецидивист
- Вадим Спиридонов — «Соболь», матёрый бандит
- Юрий Потёмкин — Николай Иванович Серёгин, «Шплинт», завгар
- Ирина Александрова — Нюра
- Григорий Маликов — Валерий, жених Нюры
- Анатолий Ведёнкин — Вершинин, капитан милиции
- Леонид Юхин — «Валет», старый вор
- Олег Мокшанцев — Сергей Петрович Голованов, майор милиции
- Сергей Николаев — лейтенант милиции
- Владислав Сердюк — полковник милиции

## Съёмочная группа
- Режиссёр: Александр Файнциммер
- Автор сценария: Сергей Александров
- Оператор: Виктор Якушев
- Художник: Василий Щербак
- Композитор: Виктор Бабушкин
- Директор: Виталий Кривонощенко

## Критика
Кинокритик Всеволод Ревич неодобрительно писал, что «львиная доля времени отдана матёрому налётчику» и увидел «принесение психологической правды на алтарь занимательности».